# 河津宪太郎
河津宪太郎（日语：／ Kawatsu Kentaro，1914年9月26日—1970年3月23日），日本男子游泳运动员，主攻仰泳。他曾代表日本参加1932年夏季奥林匹克运动会游泳比赛，获得男子100米仰泳铜牌。